# Orquesta Sinfónica de Viena
La Orquesta Sinfónica de Viena (en alemán Wiener Symphoniker) es una orquesta sinfónica austriaca, la más importante de la ciudad de Viena tras la célebre Orquesta Filarmónica de Viena.

## Historia
Fundada en 1900 por Ferdinand Löwe con el nombre de Wiener Concertverein (Sociedad vienesa de Conciertos). En 1913, el Konzerthaus sirvió de sede a la orquesta, que en 1933 recibe el nombre actual y definitivo. 
Aunque la asistencia del público a los conciertos descendió en los años 20 por la competencia de las transmisiones radiofónicas, la orquesta sobrevivió hasta la invasión nazi de Austria. Entonces la orquesta fue utilizada para la propaganda del régimen nazi hasta la disolución de la orquesta el 1 de septiembre de 1944.
El primer concierto tras la guerra tuvo lugar el 16 de septiembre de 1945, con la interpretación de la Sinfonía n.º 3 de Gustav Mahler dirigida por Josef Krips. 
El director Herbert von Karajan dirigió la orquesta en giras por toda Europa y Norteamérica. En 1959 el papa Juan XXIII asistió a un concierto de la orquesta en la Ciudad del Vaticano, dirigida por un joven Wolfgang Sawallisch. Con Sawallisch, al igual que con Von Karajan, la orquesta tocará en los auditorios más importantes del mundo entero.
Otros directores prestigiosos que han sido titulares de la orquesta son Carlo Maria Giulini o Guennadi Rozhdéstvenski. Georges Prêtre y Rafael Frühbeck de Burgos fomentaron el repertorio francés y español de la orquesta durante sus respectivas direcciones.

## Directores titulares
- Ferdinand Löwe (1900-1925)
- Wilhelm Furtwängler (en los años 20, en tanto que director de la Gesellschaft der Musikfreunde)
- Oswald Kabasta (1933)
- Hans Swarowsky (1946-1948)
- Herbert von Karajan (1948-1960, en tanto que director de la Gesellschaft der Musikfreunde)
- Wolfgang Sawallisch (1960-1970)
- Josef Krips (1970-1973, consejero artístico)
- Carlo Maria Giulini (1973-1976)
- Guennadi Rozhdéstvenski (1980-1982)
- Georges Prêtre (1986-1991, principal director invitado)
- Rafael Frühbeck de Burgos (1991-1996)
- Vladímir Fedoséyev (1997-2005)
- Fabio Luisi (2005-2013)
- Philippe Jordan (2014-2021)
- Andrés Orozco Estrada (2021-2023)
- Petr Popelka (2024-)

- Datos: Q686887
- Multimedia: Vienna Symphony / Q686887